# Глухівський повіт
Глухівський повіт — адміністративно-територіальна одиниця, утворена в 1781 році, частково на землях Глухівської сотні (1654—1782). Повітове місто — Глухів.
Повіт утворено 1781 року у складі Новгород-Сіверського намісництва. У 1796 році увійшов до Малоросійської губернії (2-го складу). 1802 року увійшов до Чернігівської губернії. 
Повіт знаходився на самому сході Чернігівської губернії. На північному заході межував із Новгоро-Сіверським, південному заході Кролевецьким повітами Чернігівської губернії, на сході з Севським повітом Орловської та Путивльським повітом Курської губернії.
1923 року повіт скасовано, а його землі увійшли до Глухівського району Новгород-Сіверської округи.
Згідно з переписом населення Російської імперії 1897 року в повіті проживало 142 661 особа. З них 91,63 % — українці, 3,87 % — євреї, 4,18 % — росіяни.

## Адміністративний устрій

Мапа повіту

Адміністративно повіт поділявся на 3 стани і 9 волостей:
| Волость                    | Волосний центр | Кількість сільських общин |
| -------------------------- | -------------- | ------------------------- |
| І стан                     |                |                           |
| Глухівська волость         | Глухів         | 33                        |
| Холопковська волость       | Холопкове      | 31                        |
| Ярославецька волость       | Ярославець     | 16                        |
| Тулиголовська волость      | Тулиголове     | 21                        |
| ІІ стан                    |                |                           |
| Есманська волость          | Есмань         | 33                        |
| Улановська волость         | Уланове        | 22                        |
| Марчихинобудинська волость | Марчихина Буда | 18                        |
| ІІІ стан                   |                |                           |
| Воронізька волость         | Вороніж        | 26                        |
| Ямпільська волость         | Ямпіль         | 22                        |

та місто Глухів із передмістями Білополівка, Веригинське, Усівка, хутором Водотечі, Солдатською Слободою.

## Персоналії
- Греків Олекса Петрович — військовий міністр УНР.